# Gyrinus madagascariensis
Gyrinus madagascariensis – gatunek wodnego chrząszcza z rodziny krętakowatych i rodzaju Gyrinus.

## Opis
Ciało podłużnie owalne, długości 6 mm i szerokości 2,7 mm, wypukłe, błyszcząco czarne. Na pokrywach punktowane rowki (striae). Brzuszna strona odwłoku rdzawobrązowa. Tułów i pokrywy łukowato obrzeżone.

## Występowanie
Gatunek ten jest endemitem Madagaskaru.